# Daniel Greene
Daniel Greene (Miami, 1960) è un attore statunitense.

## Biografia
Ha iniziato la sua carriera agli inizi anni ottanta ed ha preso parte in diversi ruoli, soprattutto comici, tra cui Io, me & Irene. Dal 1990 è sposato con l'attrice LaGena Hart.

## Filmografia parziale
- Vendetta dal futuro, regia di Sergio Martino (1986)
- Hammerhead, regia di Enzo G. Castellari (1987)
- Skeleton Coast, regia di John 'Bud' Cardos (1988)
- Una strega chiamata Elvira, regia di James Signorelli (1988)
- Qualcuno pagherà, regia di Sergio Martino (1988)
- American Risciò, regia di Sergio Martino (1989)
- Mal d'Africa, regia di Sergio Martino (1990)
- Soldier of Fortune (Soldato di ventura), regia di Pierluigi Ciriaci (1990)
- Sulle tracce del condor, regia di Sergio Martino (1990)